# Alpes Cócios
Os Alpes Cócios (em italiano:  Alpi Cozie e em francês:  Alpes cottiennes) são uma maciço que fazem parte dos Alpes Ocidentais que se encontram nos departamento francês da Saboia, Alta-Saboia, e Alpes da Alta Provença, e em Itália, no Piemonte. O ponto mais alto deste maciço é Monte Viso a 3.841 m.

## Etimologia
O termo Cócios deriva do latim Cottiæ do nome das montanhas  onde se encontrava o província romana de Cottius criada por Augusto, e que se chamavam Alpes Cócios  .

## Geografia
Formada por rocha metamórfica e rocha ofiolita, os Alpes Cócios estão rodeados pelo Colo do Monte Cenis na França  e o Colo de Larche na Itália, entre os Alpes Graios a Norte e os Alpes Marítimos a Sul.
São percorridos pelo Dora Riparia, Stura di Demonte, e o Rio Pó do lado italiano, e pelo Rio Ubaye, o Rio Durance e o Rio Arc do lado francês.

## Divisão tradicional
Os Alpes Cócios faziam parte da divisão tradicional da partição dos Alpes adoptada em 1926 pelo  IX Congresso Geográfico Italiano  na Itália, com o fim de normalizar a sua divisão  em Alpes Ocidentais aos quais pertenciam, os Alpes Centrais e dos Alpes Orientais.

## SOIUSA
A Subdivisão Orográfica Internacional Unificada do Sistema Alpino (SOIUSA), dividiu os Alpes em duas grandes partes:Alpes Ocidentais e Alpes Orientais, separados pela linha formada pelo  Rio Reno - Passo de Spluga - Lago de Como - Lago de Lecco.
Os Alpes Cócios são um dos oito grupos que constituem os Alpes Ocidentais e são formados pelo Maciço do Mont-Cenis, Maciço des Cerces, Maciço do Queyras /  Alpes cottiennes, e Maciço da Ubaye e Maciço Orrenaye
Os Alpes do Monte Viso a Sul, com os Alpes do Monte Ginevro, e os Alpes do Monte Cenis formam os Alpes Cócios.

### Classificação  SOIUSA
Segundo a classificação SOIUSA este acidente orográfico é uma secção alpina com a seguinte classificação:
- Parte = Alpes Ocidentais
- Grande sector alpino = Alpes Ocidentais-Sul
- Secção alpina = Alpes Cócios
- Código = I/A-4